# Park Junghwan
Park Junghwan est un joueur professionnel coréen de go. Il est considéré comme un des meilleurs joueurs du monde depuis le début des années 2010.

## Biographie
Park Junghwan est né le 11 janvier 1993 en Corée du Sud. Il est un ancien élève de l'école de Kyon Kapyong 8e dan, le dojo d'où sont issus la plupart des meilleurs joueurs coréens de ces vingt dernières années. Il montre très vite un grand talent pour le jeu. Il devient joueur professionnel de go de la Hanguk Kiwon à 13 ans, le 13 mai 2006.
Ses débuts sur la scène professionnelle sont également très prometteurs. Dès 2007, il remporte son premier titre en Corée (la 3e « Baduk Masters Cup »). Il continue de progresser rapidement et de remporter des tournois jusqu'à s'imposer comme un des meilleurs joueurs du monde à partir de l'année 2010.
Cette année-là, il est promu quatre fois de suite, passant de 5e dan à 9e dan, le classement le plus élevé au jeu de go. Il devient ainsi le plus jeune 9e dan de l'histoire de la fédération coréenne. Il remporte également la médaille d'or des Jeux Asiatiques, à la fois par équipe et en paire mixte (avec Lee Sula). C'est cette performance qui lui vaudra sa promotion au rang de 9e dan, ainsi qu'une exemption du service militaire coréen.

## Liste des promotions
| Dan obtenue | Année      |
| ----------- | ---------- |
| 1er dan     | 13/05/2006 |
| 2e dan      | 28/06/2007 |
| 3e dan      | 27/11/2008 |
| 4e dan      | 18/01/2009 |
| 5e dan      | 23/12/2009 |
| 6e dan      | 10/01/2010 |
| 7e dan      | 13/01/2010 |
| 8e dan      | 17/05/2010 |
| 9e dan      | 21/12/2010 |

## Parcours international
En 2011, il remporte la Coupe Fujitsu, son premier titre international.
En 2012, il finit second de la Coupe Ing, le plus prestigieux des tournois de go qui a lieu une fois tous les quatre ans. Il perd en finale contre Fan Tingyu.
Il gagne un second tournoi international en 2015, la Coupe LG.
En 2016, il finit à nouveau second de la Coupe Ing, perdant cette fois en finale contre Tang Weixing.
Le 2 janvier 2018, il remporte le Coupe Mlilly face à Park Young-hoon, son troisième titre international.
Il remporte également d'autre tournois mondiaux qui ne sont pas des titres internationaux, comme le « Nihon Ki-in International Championship » en 2018, ou encore la Coupe Nongshim, tournoi en équipe, en 2013 et en 2018.

## Classement
En décembre 2010, il passe deuxième du classement national coréen derrière Lee Sedol. Il n'est pas retombé plus bas depuis. Après un bref passage numéro 1 fin 2012, il le redevient en janvier 2014 et occupe toujours cette place en 2017.
En novembre 2021, d'après le classement international officieux de Rémi Coulom, Park Jungwhan est dans le top 3 mondial depuis 2011.